# Actinomycetaceae
Famille
Synonymes
- Arcanobacteriaceae Salam et al. 2020

Les Actinomycetaceae sont une famille de bactéries filamenteuses à Gram positif de l'ordre des Actinomycetales. Son nom provient de Actinomyces qui est le genre type de cette famille.

## Taxonomie
Cette famille est proposée dès 1918 par R.E. Buchanan mais elle n'est validée par une publication dans l'IJSEM qu'en 1980 (« Approved lists »).
En 2018 I. Nouioui et al. proposent une révision de l'embranchement des « Actinobacteria » (devenu Actinomycetota) par des techniques de phylogénétique moléculaire. Ces recherches les conduisent à proposer deux nouveaux ordres, dix nouvelles familles, ainsi qu'une révision de la famille des Actinomycetaceae qui inclut désormais sept nouveaux genres : Boudabousia, Bowdenia (devenu Bowdeniella), Buchananella, Gleimia, Pauljensenia, Schaalia et Winkia. Le périmètre du genre Actinomyces est également révisé, une vingtaine d'espèces étant transférées vers d'autres genres dont la plupart sont l'un des sept nouvellement créés.

## Liste de genres

### Genres validement publiés
Selon la LPSN (11 novembre 2022) :
- Actinobaculum Lawson et al. 1997
- Actinomyces Harz 1877 – genre type
- Actinotignum Yassin et al. 2015
- Arcanobacterium Collins et al. 1983
- Boudabousia Nouioui et al. 2018
- Bowdeniella corrig. Nouioui et al. 2018
- Buchananella Nouioui et al. 2018
- Flaviflexus Du et al. 2013
- Fudania Zhu et al. 2019
- Gleimia Nouioui et al. 2018
- Mobiluncus Spiegel & Roberts 1984
- Nanchangia Liu et al. 2021
- Pauljensenia Nouioui et al. 2018
- Peptidiphaga Beall et al. 2021
- Schaalia Nouioui et al. 2018
- Scrofimicrobium Wylensek et al. 2021
- Trueperella Yassin et al. 2011
- Varibaculum Hall et al. 2003
- Winkia Nouioui et al. 2018

Au sein de cette famille le genre Falcivibrio a été reclassé en Mobiluncus.

### Genres en attente de publication valide
Selon la LPSN (11 novembre 2022) :
- « Actinobacterium » Sampietro 1908
- « Actinomonospora » Castellani et al. 1959
- « Ancrocorticia » Xu et al. 2019
- « Changpingibacter » Jiao et al. 2022
- « Neoactinobaculum » Belkacemi et al. 2019
- « Odontomyces » Howell et al. 1965